# ایالات متحده آمریکا در المپیک تابستانی ۲۰۰۸
ایالات متحده آمریکا در بازی‌های المپیک تابستانی ۲۰۰۸ که در پکن چین برگزار شد، با ۵۸۸ ورزشکار (۳۰۶ مرد، ۲۸۲ زن) در ۳۲ رشته ورزشی شرکت نمود و موفق به کسب ۱۱۰ مدال (۳۶ طلا، ۳۸ نقره، ۳۶ برنز) شد که در رتبه ۲ مسابقات قرار گرفت.